# Norges byer efter indbyggertal
De seks største byer (bymæssige bebyggelser) i Norge er Oslo, Bergen, Stavanger/Sandnes, Trondheim, Drammen og Fredrikstad/Sarpsborg.
For den fulde liste, se Norges bymæssige bebyggelser.

## Definition og afgrænsning af byområder i Norge
I Norge er et «tettsted» (dansk: byområde) defineret af Statistisk Sentralbyrå (SSB) ud fra rent bebyggelsesmæssige kriterier. Det refererer til en sammenhængende, bymæssig bebyggelse omkring et bycentrum, uafhængigt af kommunegrænser. Byområderne er dynamisk afgrænset, og SSB foretager årlige opgørelser af både areal og befolkning for disse områder.
Efter at den formelle skelnen mellem by- og herredskommuner blev ophævet i 1992, har en række kommuner vedtaget at etablere én eller flere "nye byer". Disse kommunalt vedtagne "byer" er dog sjældent konkret geografisk afgrænset, og der kan derfor ikke gives løbende befolkningstal for dem. Befolkningstal kan kun opgøres for de byområder, som er defineret af SSB.
I nogle tilfælde er der relativt store afvigelser mellem SSBs definerede byområder og det, der almindeligvis opfattes som en "by". Her er nogle eksempler:
- Det, som traditionelt opfattes som "byen Tromsø", er af SSB opdelt i byområderne Tromsø, Tromsdalen og Kvaløysletta.
- Sandvika i Bærum, som ved kommunal beslutning har "bystatus", er af SSB defineret som en del af byområdet Oslo. Det samme gælder for "byen" Lillestrøm, som SSB også definerer som en del af byområdet Oslo.